# Sidorahayu (Wagir)
Sidorahayu is een bestuurslaag in het regentschap Malang van de provincie Oost-Java, Indonesië. Sidorahayu telt 8519 inwoners (volkstelling 2010).